# C15H11ClO2
化学式C15H11ClO2（摩尔质量：258.7 g/mol）可能指：
- 氯甲酸-9-芴甲酯，CAS号：28920-43-6
- 氯达香豆素，CAS号：3611-72-1

|  | 这个同类索引页列出了具有相同分子式的化学物（即同分異構體）条目。 除非您是有意链接至本页，否则应将相应条目的内部链接指向正确的条目。 |